# Выборы президента Российской Федерации
Выборы Президента Российской Федерации — процедура прямого, тайного, равного и всеобщего голосования (выбор) по назначению гражданина на выборную должность Президента Российской Федерации на ближайшие 6 лет. 
Данная процедура проводилась в 1991, 1996, 2000, 2004, 2008, 2012, 2018 и 2024 году. Следующие выборы президента запланированы на 2030 год. Само решение о введении выборной должности президента РСФСР, избираемого всенародным голосованием сроком на пять лет, было принято на референдуме 17 марта 1991 года, соответствующие положения включены в конституцию РСФСР. В 1993 году при принятии новой Конституции России президентский срок стал составлять четыре года, однако Борис Ельцин находился на выборной должности президента до конца срока, на который он был избран в 1991 году. В 2008 году срок полномочий президента был увеличен до шести лет; это положение начало применяться после президентских выборов 2012 года. По результатам голосования на выборах президентом становится кандидат, набравший абсолютное большинство голосов (более 50 %). В случае, если ни один из кандидатов не получил свыше половины голосов, победитель определяется во втором туре, который проводится ровно через три недели после первого и в который выходят кандидаты, занявшие первое и второе места в первом туре голосования. 3 человека становились победителями выборов президента России — Борис Ельцин (дважды), Владимир Путин (пятикратно) и Дмитрий Медведев (единожды). Только один раз, в 1996 году, для определения избранного президента России проводился второй тур голосования.

## Избирательная система
Выборы президента Российской Федерации — России регулируются Конституцией России, Федеральным законом «Об основных гарантиях избирательных прав и права на участие в референдуме граждан Российской Федерации» и Федеральным законом «О выборах Президента Российской Федерации». Долгое время законы о выборах президента принимались фактически под каждые выборы — в 1991, 1995, 1999 и 2003 году. Положения избирательного законодательства постоянно развивались, но основы избирательной системы оставались неизменными.

## Порядок выборов президента России

### Назначение выборов
Выборы президента России назначаются Советом Федерации России. Решение о назначении выборов должно быть принято не ранее, чем за 100 дней и не позднее, чем за 90 дней до дня голосования. В соответствии со статьёй 5 ФЗ «О выборах Президента Российской Федерации», днём голосования на выборах президента является второе воскресенье месяца, в котором проводилось голосование на предыдущих общих выборах президента Российской Федерации.

### Выдвижение
Кандидатом на должность президента может быть гражданин (не имеющий двойного гражданства) Российской Федерации не моложе 35 лет, постоянно проживающий в России не менее 25 лет. Одно лицо не может занимать должность президента России более двух сроков. Положение части 3 статьи 81 Конституции Российской Федерации, ограничивающее число сроков, в течение которых одно и то же лицо может занимать должность Президента Российской Федерации, применяется к лицу, занимавшему и (или) занимающему должность Президента Российской Федерации, без учёта числа сроков, в течение которых оно занимало и (или) занимает эту должность на момент вступления в силу поправки к Конституции России, вносящей соответствующее ограничение, и не исключает для него возможность занимать должность Президента Российской Федерации в течение сроков, допустимых указанным положением.
В связи с этой формулировкой в 1998 году два депутата Государственной думы обратились в Конституционный суд с запросом о толковании «Заключительных и переходных положений» Конституции. А. К. Захаров и Е. Б. Мизулина считали, что Б. Н. Ельцин, избранный президентом ещё по Конституции РСФСР 1978 года, должен считаться президентом первого срока и по новой Конституции. Конституционный суд от 5 ноября 1998 года определением № 134-О установил, что «два срока полномочий подряд, о чём идёт речь в ч. 4 ст. 81 Конституции, составляют конституционный предел, превышения которого Конституция не допускает».
Кандидаты на должность президента могут быть выдвинуты двумя способами:
| Способ выдвижения                                      | Способ выдвижения                             | Описание |
| ------------------------------------------------------ | --------------------------------------------- | --- |
| Как самовыдвиженец                                     | Как самовыдвиженец                            | Гражданин Российской Федерации может выдвинуть свою кандидатуру, но при условии поддержки его выдвижения группой избирателей. Такому кандидату для регистрации сначала необходимо создать и зарегистрировать в ЦИК группу избирателей в количестве не менее 500 граждан Российской Федерации, обладающих активным избирательным правом. Затем, чтобы быть допущенным к выборам, ему надо собрать и представить в Центральную избирательную комиссию не менее 300 тысяч подписей избирателей (причём количество представленных подписей может превышать количество необходимых подписей, но не более, чем на 5 % (соответственно, каждый самовыдвиженец может предоставить в ЦИК до 315 тыс. подписей), а на один субъект Российской Федерации должно приходиться не более 7500 подписей, если сбор подписей избирателей осуществляется среди избирателей, постоянно проживающих за пределами территории Российской Федерации, общее количество этих подписей не может быть более 7500). |
| Как кандидат от зарегистрированной политической партии | Партия представлена в Государственной Думе    | Регистрация кандидата, выдвинутого политической партией, представленной в Государственной Думе Федерального Собрания Российской Федерации согласно результатам последних выборов, может осуществляться на основании решения политической партии о выдвижении кандидата без сбора подписей избирателей при условии, что указанное официальное опубликование состоялось раньше представления в Центральную избирательную комиссию Российской Федерации документов, необходимых для регистрации кандидата. На основании указанного решения без сбора подписей избирателей осуществляется также регистрация кандидата, выдвинутого политической партией, списки кандидатов которой были допущены к распределению депутатских мандатов (спискам кандидатов которых переданы депутатские мандаты в соответствии с законом субъекта Российской Федерации, предусмотренным п. 17 ст. 35 Федерального закона «Об основных гарантиях избирательных прав и права на участие в референдуме граждан Российской Федерации») в действующих на день официального опубликования (публикации) решения о назначении выборов президента Российской Федерации законодательных (представительных) органах государственной власти не менее чем в одной трети субъектов Российской Федерации. |
| Как кандидат от зарегистрированной политической партии | Партия не представлена в Государственной Думе | Кандидатам от тех партий, которые не представлены в Государственной Думе действующего на момент выборов созыва, чтобы быть допущенным к выборам, требуется собрать в поддержку выдвинутого ею кандидата не менее 100 тысяч подписей избирателей (количество представленных подписей может превышать количество необходимых подписей, но не более, чем на 5 % (соответственно, каждый кандидат может предоставить в ЦИК до 105 тыс. подписей), причём на один субъект Российской Федерации должно приходиться не более 2500 подписей избирателей. Если сбор подписей избирателей осуществляется среди избирателей, постоянно проживающих за пределами территории Российской Федерации, общее количество этих подписей не должно превышать 2500 подписей. |

Регистрацию кандидатов в президенты осуществляет Центральная избирательная комиссия Российской Федерации. Для регистрации в качестве кандидата гражданин должен предоставить следующие документы:
- подписные листы с подписями избирателей в поддержку выдвижения кандидата;
- документ, подтверждающий факт оплаты изготовления подписных листов;
- протокол об итогах сбора подписей избирателей;
- список лиц, осуществлявших сбор подписей избирателей;
- сведения об изменениях в данных о кандидате;
- первый финансовый отчёт кандидата.

Центральная избирательная комиссия не позднее чем через 10 дней после приёма указанных документов обязана принять решение о регистрации кандидата либо мотивированное решение об отказе в его регистрации. Одно и то же лицо не может занимать должность президента Российской Федерации более двух сроков подряд. В случае отсутствия альтернатив и при наличии всего лишь одного кандидата выборы не назначаются. Действующий Глава государства обязан обеспечить зарегистрированным кандидатам одинаковую финансовую поддержку Государства и всех СМИ.

### Голосование
Президент России избирается гражданами Российской Федерации на основе всеобщего равного и прямого избирательного права при тайном голосовании.

Право избирать президента России имеет каждый гражданин Российской Федерации, достигший на день голосования 18 лет (за исключением тех, кто лишён активного избирательного права).

#### Порядок голосования
Голосование происходит на специально оборудованных избирательных участках путём внесения избирателем в избирательный бюллетень любого знака в квадрат, относящийся к кандидату, в пользу которого сделан выбор, и последующего помещения заполненного бюллетеня в опломбированный стационарный ящик для голосования. Бюллетень, в котором знак (знаки) проставлен (проставлены) более, чем в одном квадрате или не проставлен ни в одном из них, признаётся недействительным. При этом проставление любых знаков за пределами квадратов для голосования не влияет на то, действительным или недействительным признаётся бюллетень.
В целях реализации избирательного права российских соотечественников, находящихся за рубежом, в ряде стран участки для голосования располагаются в представительствах Россотрудничества.

### Результаты выборов
Первоначальный подсчёт голосов осуществляют участковые избирательные
комиссии, которые направляют протоколы о результатах подсчёта в территориальные избирательные комиссии. Территориальные избирательные комиссии после предварительной проверки правильности составления протоколов участковых комиссий, составляют протоколы об итогах голосования на соответствующей территории и направляют их в избирательные комиссии субъектов РФ, которые в свою очередь после их проверки составляют протоколы об итогах голосования на территории субъектов, и направляют их в Центральную избирательную комиссию.
Центральная избирательная комиссия не позднее чем через десять дней после дня голосования определяет результаты выборов.

## Выборы 12 июня 1991 года
Президент РСФСР избирался на пятилетний срок.
Согласно Заключительным и переходным положениям новой конституции президент осуществлял президентские полномочия до истечения срока, на который он был избран.
Кандидаты:
- Бакатин Вадим Викторович
- Ельцин Борис Николаевич
- Жириновский Владимир Вольфович
- Макашов Альберт Михайлович
- Рыжков Николай Иванович
- Тулеев Амангельды Молдагазыевич

Победил Б. Н. Ельцин, набрав 57,30 %.

## Выборы 16 июня — 3 июля 1996 года
Президент впервые избирался на четырёхлетний срок. Выборы прошли в два тура.
Кандидаты:
- Брынцалов Владимир Алексеевич
- Власов Юрий Петрович
- Горбачёв Михаил Сергеевич
- Ельцин Борис Николаевич
- Жириновский Владимир Вольфович
- Зюганов Геннадий Андреевич
- Лебедь Александр Иванович
- Фёдоров Святослав Николаевич
- Шаккум Мартин Люцианович
- Явлинский Григорий Алексеевич

Во второй тур выборов, состоявшийся 3 июля 1996 года, вышли Б. Н. Ельцин и Г. А. Зюганов.
Победил Б. Н. Ельцин, набрав 35,28 % в первом туре и 53,82 % во втором.

## Выборы 26 марта 2000 года
Президент избирался на четырёхлетний срок.

Выборы были досрочными в связи с отставкой президента Бориса Ельцина.
Кандидаты:
- Говорухин Станислав Сергеевич
- Джабраилов Умар Алиевич
- Жириновский Владимир Вольфович
- Зюганов Геннадий Андреевич
- Памфилова Элла Александровна
- Подберёзкин Алексей Иванович
- Путин Владимир Владимирович
- Скуратов Юрий Ильич
- Титов Константин Алексеевич
- Тулеев Амангельды Молдагазыевич
- Явлинский Григорий Алексеевич

Победил В. В. Путин, набрав 52,99 %.

## Выборы 14 марта 2004 года
Президент избирался на четырёхлетний срок.
Кандидаты:
- Глазьев Сергей Юрьевич
- Малышкин Олег Александрович
- Миронов Сергей Михайлович
- Путин Владимир Владимирович
- Хакамада Ирина Муцуовна
- Харитонов Николай Михайлович

Победил В. В. Путин, набрав 71,31 %.

## Выборы 2 марта 2008 года
Президент избирался на четырёхлетний срок.
Кандидаты:
- Богданов Андрей Владимирович
- Жириновский Владимир Вольфович
- Зюганов Геннадий Андреевич
- Медведев Дмитрий Анатольевич

Победил Д. А. Медведев, набрав 70,28 %.

## Выборы 4 марта 2012 года
Президент впервые избирался на шестилетний срок. Действующий на тот момент президент Медведев решил не переизбираться на второй срок.
Кандидаты:
- Жириновский Владимир Вольфович
- Зюганов Геннадий Андреевич
- Миронов Сергей Михайлович
- Прохоров Михаил Дмитриевич
- Путин Владимир Владимирович

Победил В. В. Путин, набрав 63,60 %.

## Выборы 18 марта 2018 года
Президент избирался на шестилетний срок.
Кандидаты:
- Бабурин Сергей Николаевич
- Грудинин Павел Николаевич
- Жириновский Владимир Вольфович
- Путин Владимир Владимирович
- Собчак Ксения Анатольевна
- Сурайкин Максим Александрович
- Титов Борис Юрьевич
- Явлинский Григорий Алексеевич

Победил В. В. Путин, набрав 76,69 %.

## Выборы 17 марта 2024 года
Выборы проходили с 15 по 17 марта 2024 года. Президент избирался на шестилетний срок (то есть до 7 мая 2030 года).
Действующий Президент РФ Владимир Путин заявил о своём участии в выборах 2024 года.
Кандидатами были:
- Владислав Даванков
- Владимир Путин
- Леонид Слуцкий
- Николай Харитонов

Кандидаты, занимавшие антивоенную позицию, — Екатерина Дунцова и Борис Надеждин — к выборам допущены не были.
Владимир Путин набрал по ним рекордное для выборов число голосов, побив тем самым собственный рекорд по абсолютному числу голосов — 76 277 708 (87,28 %).

## Трансляция видеонаблюдения за выборами президента
В декабре 2011 года председатель Правительства Российской Федерации РФ Владимир Путин предложил Центральной Избирательной Комиссии РФ (ЦИК) и Министерству связи и массовых коммуникаций РФ обеспечить видеонаблюдение процедур голосования и подсчёта голосов избирателей на выборах президента РФ.
Согласно пункту 17 части 2 статьи 55 Федерального закона «О размещении заказов на поставки товаров, выполнение работ, оказание услуг для государственных и муниципальных нужд» Правительство РФ определило ОАО «Ростелеком» единственным поставщиком соответствующих услуг.
Ранее «Ростелеком» был выбран ЦИК на конкурсной основе для создания и обслуживания инфраструктуры ГАС «Выборы», и именно с «Ростелекомом» ЦИК реализовал пилотные проекты по установке камер наблюдения на избирательных участках ХМАО и Ростовской области.
Согласно техническому заданию, которое определил ЦИК, системой видеомониторинга будет охвачено 91 400 участковых избирательных комиссий. На каждом избирательном участке будет установлено по две камеры. Одна будет передавать общий план, вторая — непосредственно урну для голосования. Таким образом, будет установлено 182 800 камер. Запись видео будет вестись с разрешением 640×480, а трансляция на сайте — 320×200. Сделано это для того, чтобы уменьшить нагрузку на линии связи. Обслуживать данную систему будет семь дата-центров.
Общественный доступ для наблюдениями за выборами осуществляется на сайте «Веб-выборы 2012». Для просмотра процедур голосования и подсчёта голосов зарегистрированные пользователи портала должны выбрать те избирательные участки, трансляции с которых они хотят получать в день голосования. Чтобы зарегистрироваться на портале, можно воспользоваться либо существующей учётной записью на одном из популярных, поисковых или почтовых ресурсов либо указать любой свой электронный адрес и подтвердить регистрацию по ссылке в полученном письме
С каждого участка, добавленного в список трансляций, зарегистрированный пользователь сможет получать изображение с одной из двух камер: либо с обеспечивающей съёмку общего плана участка, включая места выдачи бюллетеней, либо с направленной на урны для голосования, где после окончания голосования будет также происходить и подсчёт голосов.
Видеонаблюдение вновь использовалась на выборах 2018 года. Камеры были установлены на 80 % участках. Кроме того, камеры впервые были установлены в территориальных избирательных комиссиях.

## Факты
- В 2000 году Элла Памфилова стала первой женщиной, зарегистрированной кандидатом на пост президента России. Впоследствии женщинами-кандидатами становились только Ирина Хакамада в 2004 году и Ксения Собчак в 2018 году.
- Всего официально зарегистрированными кандидатами в президенты становились 37 человек (на 2024 год) (не считая тех, кто был зарегистрирован и затем снят с выборов, в том числе по собственному желанию) восемь из них — более одного раза: Владимир Жириновский (6), Владимир Путин (5), Геннадий Зюганов (4), Григорий Явлинский (3), Борис Ельцин, Сергей Миронов, Аман Тулеев, Николай Харитонов (все четверо — 2 раза). Динамика их результатов в процентах:

|             | 1991   | 1996        | 2000  | 2004  | 2008  | 2012  | 2018  | 2024  |
| ----------- | ------ | ----------- | ----- | ----- | ----- | ----- | ----- | ----- |
| Ельцин      | 57,3 % | 35,28 53,82 |       |       |       |       |       |       |
| Жириновский | 7,81   | 5,70        | 2,70  |       | 9,35  | 6,22  | 5,65  |       |
| Тулеев      | 6,81   | <0,01       | 2,95  |       |       |       |       |       |
| Зюганов     |        | 32,03 40,31 | 29,21 |       | 17,72 | 17,18 |       |       |
| Явлинский   |        | 7,34        | 5,80  |       |       |       | 1,05  |       |
| Путин       |        |             | 52,94 | 71,31 |       | 63,60 | 76,69 | 87,28 |
| Миронов     |        |             |       | 0,75  |       | 3,85  |       |       |
| Харитонов   |        |             |       | 13,69 |       |       |       | 4,31  |

- Выборы президента России ни разу не проигрывал действующий глава государства, переизбирающийся на новый срок.
- Дмитрий Медведев стал первым президентом России, решившим не переизбираться на второй срок подряд.
- Борис Ельцин — единственный человек, бывший президентом России в составе СССР (РСФСР).
- Владимир Путин — первый президент России, вступивший в эту должность после распада СССР в результате очередных (не досрочных) выборов и отработавший свой президентский срок полностью (2004—2008 — второй срок Путина).
- Дмитрий Медведев — последний президент России, срок полномочий которого длился четыре года.
- Шесть раз президентом России избирался кандидат-самовыдвиженец (Борис Ельцин в 1991 и 1996, Владимир Путин в 2000, 2004, 2018 и 2024 годах), дважды выборы выигрывал кандидат от политической партии (Дмитрий Медведев в 2008, Владимир Путин в 2012 году — оба от «Единой России»). Ни один из российских президентов не был членом какой-либо партии в период избирательной кампании и срока своего нахождения во главе государства. В 2012 году Дмитрий Медведев стал первым из людей, когда-либо бывших президентами России, кто хоть и после окончания своих полномочий, но всё же вступил в политическую партию, которой стала возглавляемая им «Единая Россия».